# Saint-Denys de la Chapelle
Saint-Denys de la Chapelle är en kyrkobyggnad i Paris, invigd åt den helige Denis av Paris. Kyrkan är belägen vid Rue de la Chapelle i Paris artonde arrondissement.
Jeanne d'Arc tillbringade en natt i bön i denna kyrka, innan hon den 8 september 1429 ledde de franska trupperna i ett anfall mot Paris.